# Evenia Hotels
Evenia Hotels es una cadena hotelera española con 16 establecimientos ubicados en 4 países. Los orígenes de esta cadena hotelera se remontan a principios del siglo XX, cuando la familia Molist abrió su primer hotel, el Balneario y Hotel Codina, situado en la localidad de Tona, en la provincia de Barcelona. En la actualidad, Evenia Hotels emplea a aproximadamente 2.000 personas y se encuentra entre las primeras cien cadenas hoteleras españolas por facturación según datos de Hosteltur.

## Historia
Evenia Hotels es una empresa familiar fundada hace más de 50 años por Josep Maria Molist Codina, procedente de una prominente familia de empresarios catalanes que tuvieron ya a principios del siglo XX la primera fábrica de sillas de Cataluña.  Actualmente, la Empresa es dirigida por la segunda generación, los hijos de Don Josep Maria: Josep Maria, Eulàlia y Oriol.
Tras la fundación del primer hotel en Tona, no es hasta 1965 cuando nace el concepto actual de la cadena Evenia Hotels que hoy suma hoteles repartidos en distintos enclaves alrededor del mundo.
La persona que se encargó de ampliar el negocio de la cadena Evenia Hotels fue Josep Maria Molist, una de las personas más influyentes del sector turístico catalán según el diario Preferente. En las décadas de los años ’80 y ’90 fue el impulsor del crecimiento de la cadena con la apertura de dos de sus complejos turísticos más prestigiosos, incluso en la actualidad: el complejo Evenia Zoraida Beach Resort en Roquetas de Mar y el complejo Evenia Olympic Resort en Lloret de Mar.
Su experiencia de más de 50 años en el sector del turismo le ha granjeado varios galardones, como el Premio Josep Pujol Aulí a la Trayectoria Profesional.
En sus primeros años, la cadena hotelera Evenia Hotels era conocida como Cotursa hasta el año 2008 cuando se realizó el cambio de marca a la actual Evenia Hotels.

## Situación actual
Actualmente la mayor parte de los establecimientos de Evenia Hotels se encuentran la península española, principalmente en Cataluña, donde explota 8 establecimientos, donde se ha incorporado un nuevo hotel en la Costa Brava, concretamente en l'Estartit con un hotel de estilo boutique, Evenia Coral Boutique. En el resto del territorio español, Evenia Hotels cuenta también con una importante presencia en la Costa del Almería con 2 establecimientos en Roquetas de Mar y en los Pirineos de Aragón, donde se encuentra uno de sus hoteles más históricos, el Evenia Monte Alba de Cerler. También tiene presencia en la Comunidad de Madrid con un hotel boutique en la ciudad de Alcalá de Henares (Evenia Alcalá Boutique).
Fuera de España la cadena cuenta con presencia en Andorra (1 hotel), en Portugal (1 hotel) y en Panamá, donde en abril de 2022 se inauguró el primer hotel 5 estrellas de la cadena: el Gran Evenia Panamá en Ciudad de Panamá. En diciembre de 2022, siempre en Panamá, se adquirió un nuevo activo hotelero: Gran Evenia Bijao ubicado en Santa Clara, Riviera Pacifica. En 2023, este último hotel fue sometido a una gran reforma que incluyó la instalación de un espectacular parque acuático dentro del hotel, de uso gratuito para todos los huéspedes, como los otros dos grandes Resorts de la cadena en España.
En 2024, Evenia Hotels ha realizado importantes reformas en varios de sus hoteles, y para la temporada 2025, se espera que la mayoría de los hoteles en propiedad estén completamente renovados con un estilo actual y nuevas instalaciones
Durante su historia, la cadena Evenia Hotels ha contado con establecimientos en otros países como Colombia y República Dominicana.
Los principales mercados de Evenia Hotels, además del nacional, son el británico, el francés, el belga, el ruso y el holandés con marcadas diferencias de establecimiento a establecimiento. La mayor parte de sus establecimientos son de tres y cuatro estrellas y también cuenta con un hotel de cinco estrellas, el Gran Evenia Panamá en Ciudad de Panamá.
En 2024, la empresa ha celebrado un hito importante al conmemorar los 50 años de tres de sus resorts más emblemáticos: Evenia Monte Alba, Evenia Zoraida Resort y Evenia Olympic Resort.
Evenia Hotels es una de las marcas comerciales del Grupo Evenia Hotels, que engloba además a la mayorista Evenia Travel (anteriormente Bravasol Viajes).